# Ali Cherri
Ali Cherri, né en 1976 à Beyrouth (Liban), est un artiste plasticien et réalisateur libanais.
Son œuvre mêle le dessin, le film, l'installation, la performance, l'impression et la vidéo, en établissant des correspondances entre les catastrophes politiques et géologiques dans son pays natal, le Liban, et dans les territoires voisins.

## Biographie

### Jeunesse et formation
Ali Cherri grandit à Beyrouth pendant la guerre civile.
Il étudie le design graphique à l'Université américaine de Beyrouth dont il sort diplômé en 2000. Il poursuit sa formation au sein de l'Académie de théâtre et de danse d'Amsterdam et obtient un diplôme en arts du spectacle en 2005.

### Artiste
Il vit et travaille entre le Liban et la France où il dispose d'un atelier à Pantin (Seine-Saint-Denis).
Marqué par l'expérience de la guerre, son œuvre est traversée par les thèmes de la violence, des ruines et des frontières. 
Ses productions témoignent de son goût pour l’hybridation des matériaux et des techniques.
Son travail est présenté dans les collections permanentes du Centre Pompidou, du MoMA (New York) ou du British Museum (Londres).
Ses films ont été projetés dans des festivals internationaux.

## Œuvres (sélection)

### Installations
- 2025 : Vingt-quatre fantômes par seconde[3].

### Sculptures
- 2023 : L’Homme aux larmes

### Performances
- 2024 : Le Livre de la boue

### Filmographie
- 2022 : Le Barrage[4], long-métrage, sélectionné à la Quinzaine des réalisateurs à Cannes en 2022

- 2024 : The Watchman, court-métrage

## Expositions (sélection)
2016
- « A Taxonomy of Fallacies: The Life of Dead Objects », Musée Sursock (Beyrouth)

2017
- « Somniculus », Jeu de Paume (Paris) et CAPC - Musée d'Art contemporain de Bordeaux[5].

2022
- « If you prick us, do we not bleed? », National Gallery (Londres)

2023
- « Humble and quiet and soothing as mud », Swiss Institute (New York)

2024
- « Envisagement », Institut Giacometti (Paris)[6]
- « Le songe d’une nuit sans rêve », Frac Bretagne (Rennes)[7]

2025
- « Corps et âmes », Bourse de commerce (Paris)[2]
- « Apocalypse. Hier et demain », Bibliothèque nationale de France (Paris)[8], sous le commissariat général de Jeanne Brun du 4 février au 8 juin 2025.

- « Les Veilleurs », Musée d'Art contemporain de Marseille[9]

## Distinctions
- 2022 : lauréat du Lion d’argent de la Biennale de Venise.